# FIL-Sommerrodel-Cup 2007
Der FIL-Sommerrodel-Cup 2007 war die 15. Auflage des von der Fédération Internationale de Luge de Course veranstalteten Sommerrodel-Cups, der am 8. und 9. September 2008 auf der Rennschlittenbahn „Wolfram Fiedler“ in Ilmenau ausgetragen wurde. Es fanden Wettbewerbe in den Altersklassen Elite/Junioren und Jugend A statt, die jeweils in drei Läufen entschieden wurden. Es siegten David Möller und Dajana Eitberger in der Altersklasse Elite/Junioren sowie Andre Reichert und Mareen Bartholomäi in der Altersklasse Jugend A.

## Titelverteidiger
Beim FIL-Sommerrodel-Cup im September 2006 siegten Andi Langenhan und Natalie Geisenberger in der Altersklasse Elite/Junioren sowie Chris Rohmeiß und Dajana Eitberger in der Altersklasse Jugend A. Geisenberger trat nicht zur Titelverteidigung an, Eitberger und Rohmeiß starteten in der höheren Altersklasse Elite/Junioren.

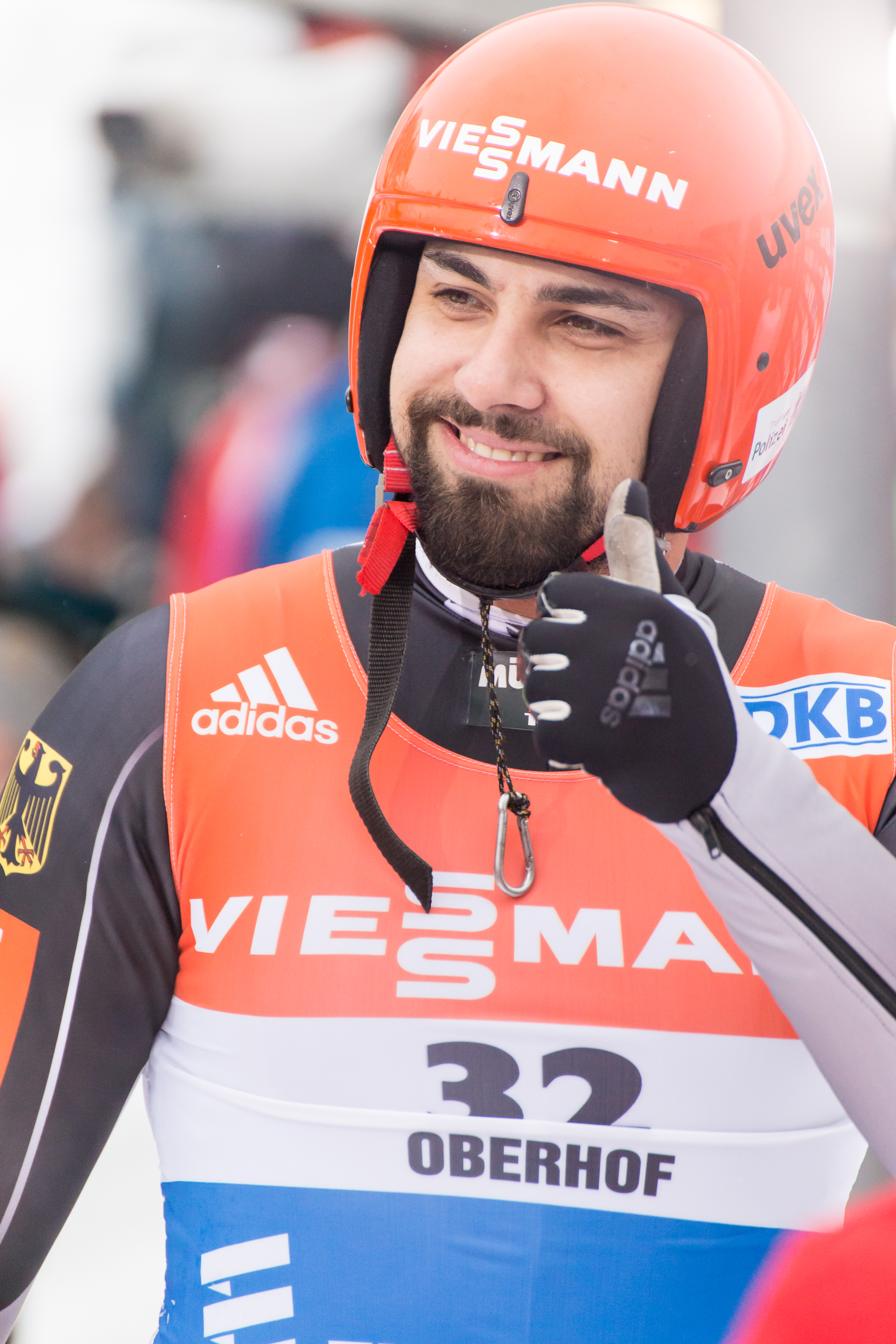
Andi Langenhan
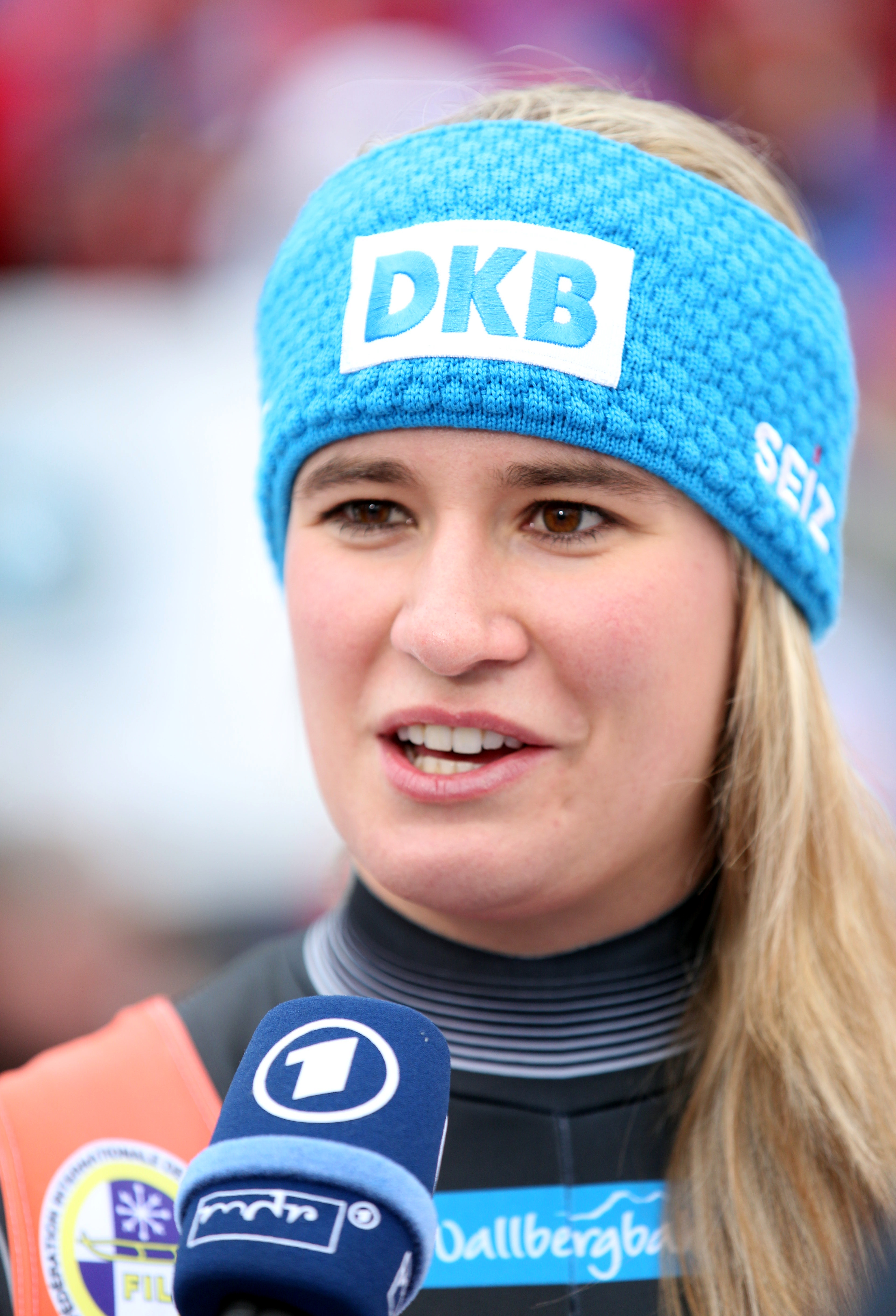
Natalie Geisenberger
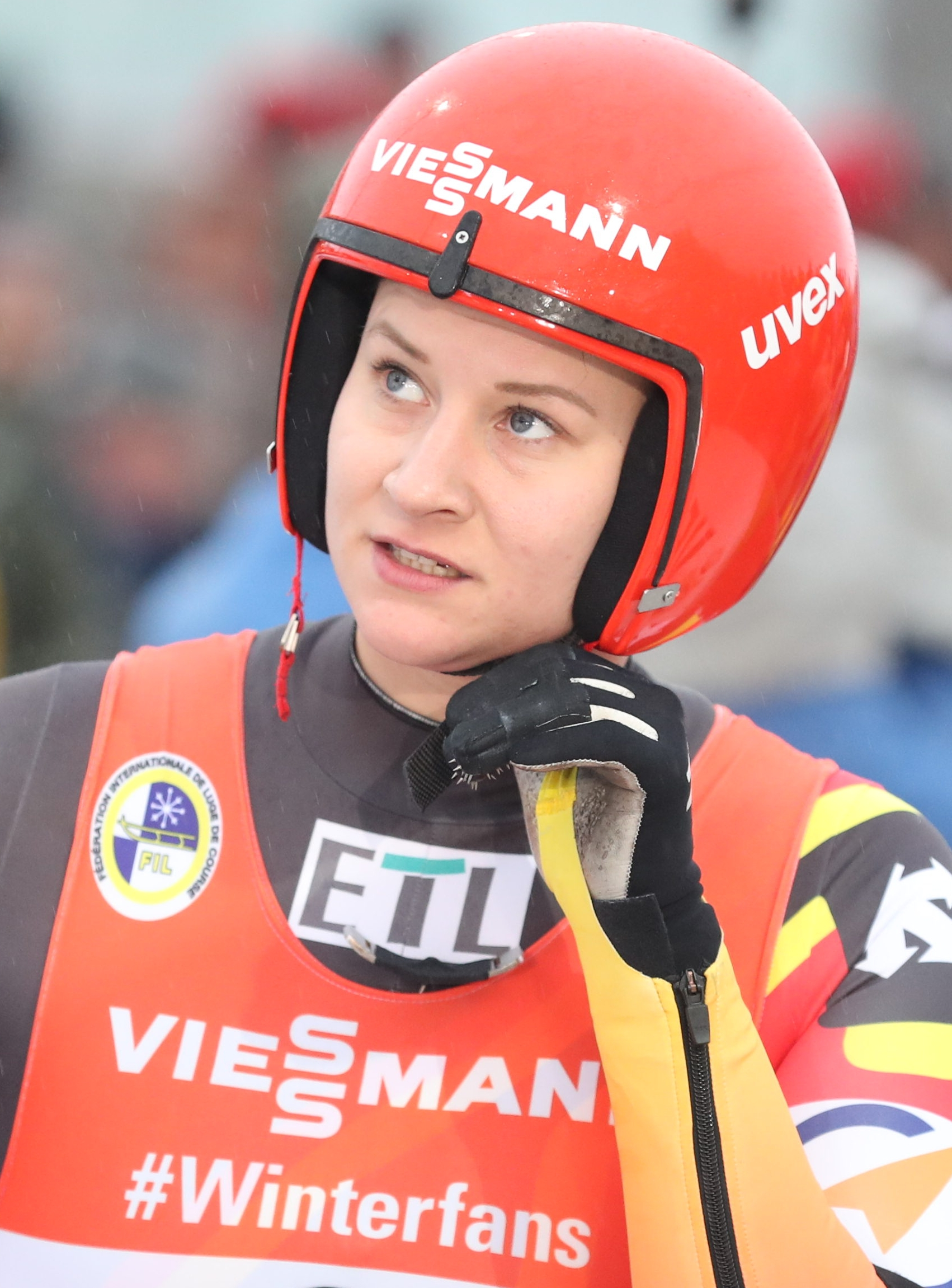
Dajana Eitberger

## Ergebnisse

### Altersklasse Elite/Junioren

#### Männer

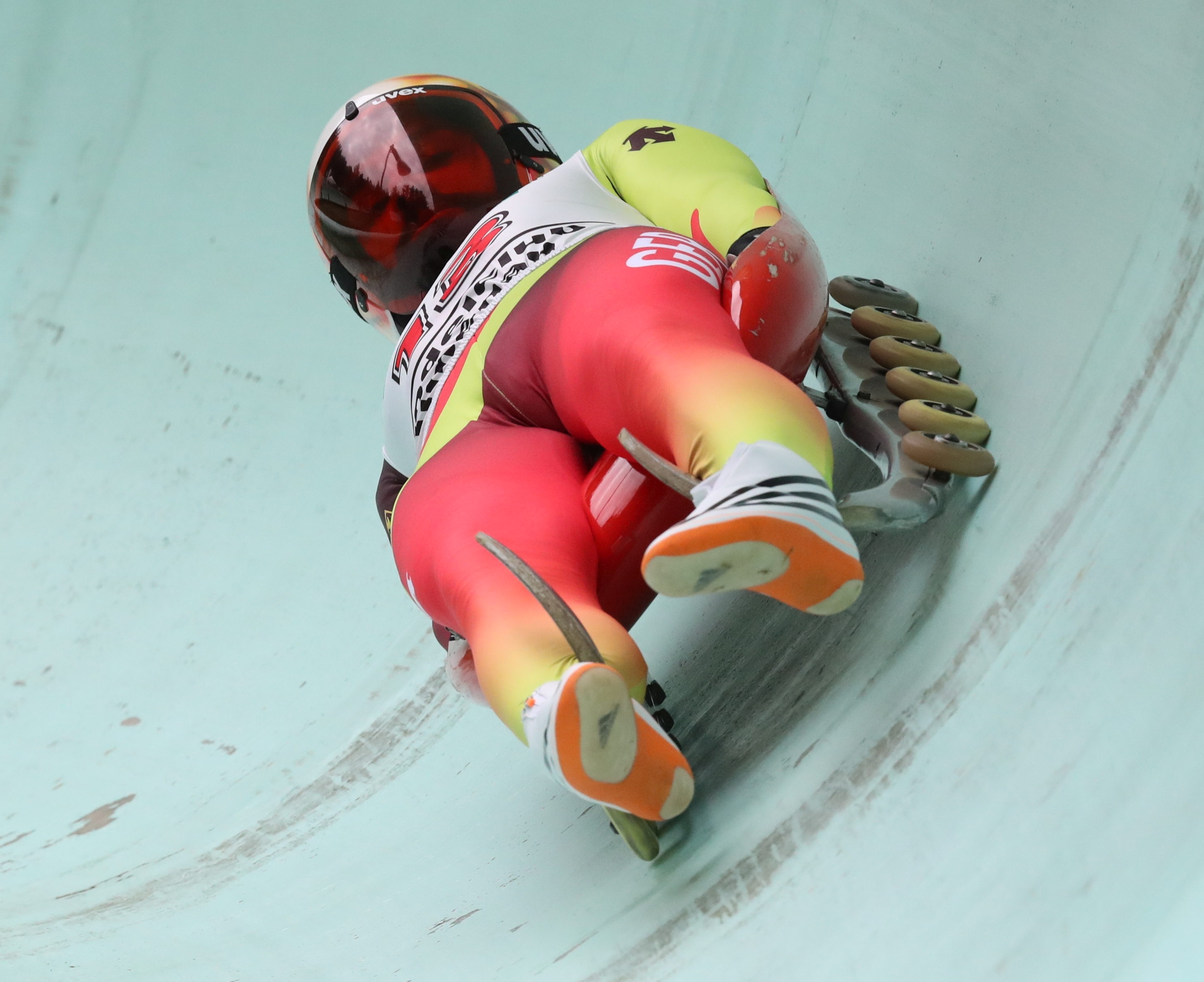
Andi Langenhan

| Platz              | Sportler                       | Laufzeit 1                     | Laufzeit 2                     | Laufzeit 3                     | Endzeit                        |
| ------------------ | ------------------------------ | ------------------------------ | ------------------------------ | ------------------------------ | ------------------------------ |
| 1                  | David Möller                   | 20,359 s (2)                   | 20,321 s (1)                   | 20,476 s (2)                   | 1:01,156 Minuten               |
| 2                  | Andi Langenhan                 | 20,270 s (1)                   | 20,352 s (2)                   | 20,680 s (9)                   | 1:010,678 Minuten              |
| 3                  | Johannes Ludwig                | 20,364 s (3)                   | 20,522 s (4)                   | 20,442 s (1)                   | 1:01,328 Minuten               |
| 4                  | Robert Eschrich                | 20,455 s (4)                   | 20,556 s (7)                   | 20,514 s (3)                   | 1:01,525 Minuten               |
| 5                  | Christian Baude                | 20,521 s (5)                   | 20,535 s (5)                   | 20,545 s (5)                   | 1:01,601 Minuten               |
| 6                  | Wolfgang Kindl                 | 20,637 s (6)                   | 20,490 s (3)                   | 20,548 s (6)                   | 1:01,675 Minuten               |
| 7                  | Sascha Benecken                | 20,650 s (7)                   | 20,580 s (8)                   | 20,531 s (4)                   | 1:01,761 Minuten               |
| 8                  | Jan Eichhorn                   | 20,763 s (10)                  | 20,543 s (6)                   | 20,576 s (7)                   | 1:01,882 Minuten               |
| 9                  | Tobias Raßbach                 | 20,712 s (9)                   | 20,599 s (9)                   | 20,745 s (10)                  | 1:02,056 Minuten               |
| 10                 | Toni Eggert                    | 20,690 s (8)                   | 20,630 s (10)                  | 20,770 s (12)                  | 1:02,090 Minuten               |
| 11                 | Robert Fischer                 | 21,002 s (12)                  | 20,681 s (11)                  | 20,577 s (8)                   | 1:02,260 Minuten               |
| 12                 | Daniel Rothamel                | 20,766 s (11)                  | 20,766 s (12)                  | 20,766 s (11)                  | 1:02,298 Minuten               |
|                    | Kevin Weihs                    | ausgeschieden im Hoffnungslauf | ausgeschieden im Hoffnungslauf | ausgeschieden im Hoffnungslauf | ausgeschieden im Hoffnungslauf |
| Reinhard Egger     | ausgeschieden im Hoffnungslauf | ausgeschieden im Hoffnungslauf | ausgeschieden im Hoffnungslauf | ausgeschieden im Hoffnungslauf |                                |
| Manuel Oster       | ausgeschieden im Hoffnungslauf | ausgeschieden im Hoffnungslauf | ausgeschieden im Hoffnungslauf | ausgeschieden im Hoffnungslauf |                                |
| Chris Rohmeiß      | ausgeschieden im Hoffnungslauf | ausgeschieden im Hoffnungslauf | ausgeschieden im Hoffnungslauf | ausgeschieden im Hoffnungslauf |                                |
| Karol Stuchlák     | ausgeschieden im Hoffnungslauf | ausgeschieden im Hoffnungslauf | ausgeschieden im Hoffnungslauf | ausgeschieden im Hoffnungslauf |                                |
| Daniel Höllrigl    | ausgeschieden im Hoffnungslauf | ausgeschieden im Hoffnungslauf | ausgeschieden im Hoffnungslauf | ausgeschieden im Hoffnungslauf |                                |
| Simon Steu         | ausgeschieden im Hoffnungslauf | ausgeschieden im Hoffnungslauf | ausgeschieden im Hoffnungslauf | ausgeschieden im Hoffnungslauf |                                |
| Ludwig Rieder      | ausgeschieden im Hoffnungslauf | ausgeschieden im Hoffnungslauf | ausgeschieden im Hoffnungslauf | ausgeschieden im Hoffnungslauf |                                |
| Mario Schernthaner | ausgeschieden im Hoffnungslauf | ausgeschieden im Hoffnungslauf | ausgeschieden im Hoffnungslauf | ausgeschieden im Hoffnungslauf |                                |
| Štefan Jasenčák    | ausgeschieden im Hoffnungslauf | ausgeschieden im Hoffnungslauf | ausgeschieden im Hoffnungslauf | ausgeschieden im Hoffnungslauf |                                |
| Jaroslav Krkoška   | ausgeschieden im Hoffnungslauf | ausgeschieden im Hoffnungslauf | ausgeschieden im Hoffnungslauf | ausgeschieden im Hoffnungslauf |                                |

#### Frauen

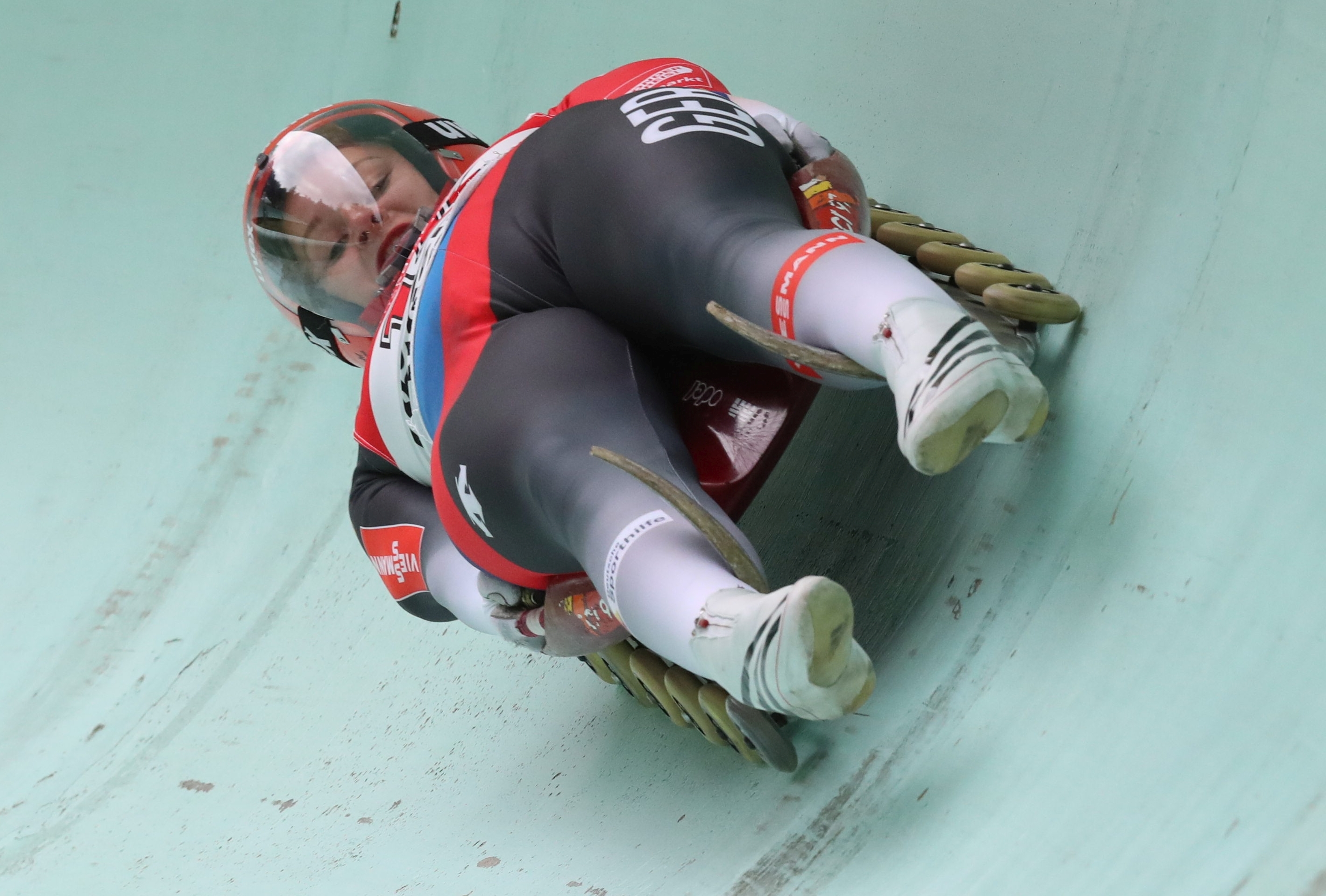
Dajana Eitberger

| Platz | Sportler         | Laufzeit 1   | Laufzeit 2   | Laufzeit 3   | Endzeit          |
| ----- | ---------------- | ------------ | ------------ | ------------ | ---------------- |
| 1     | Dajana Eitberger | 21,296 s (1) | 21,216 s (1) | 21,341 s (2) | 1:03,853 Minuten |
| 2     | Isabelle Hornung | 21,511 s (2) | 21,364 s (2) | 21,319 s (1) | 1:04,194 Minuten |

### Altersklasse Jugend A

#### Männlich
| Platz | Sportler            | Laufzeit 1    | Laufzeit 2    | Laufzeit 3    | Endzeit          |
| ----- | ------------------- | ------------- | ------------- | ------------- | ---------------- |
| 1     | Andre Reichert      | 20,210 s (1)  | 20,105 s (1)  | 20,089 s (2)  | 1:01,516 Minuten |
| 2     | Nico Grüßner        | 20,562 s (3)  | 20,792 s (4)  | 20,563 s (1)  | 1:01,917 Minuten |
| 3     | Georg Reumschüssel  | 20,591 s (5)  | 20,659 s (2)  | 20,680 s (3)  | 1:01,930 Minuten |
| 4     | Christopher Preuß   | 20,551 s (2)  | 20,685 s (3)  | 20,740 s (6)  | 1:01,976 Minuten |
| 5     | Martin Krkoška      | 20,661 s (7)  | 20,814 s (5)  | 20,842 s (9)  | 1:02,317 Minuten |
| 6     | Michael Höllrigl    | 20,615 s (6)  | 21,024 s (13) | 20,726 s (5)  | 1:02,365 Minuten |
| 7     | Toni Förtsch        | 20,793 s (9)  | 20,839 s (6)  | 20,770 s (7)  | 1:02,402 Minuten |
| 8     | David Schweiger     | 20,589 s (4)  | 20,845 s (7)  | 20,970 s (12) | 1:02,404 Minuten |
| 9     | Christian Eisner    | 20,740 s (8)  | 21,110 s (16) | 20,698 s (4)  | 1:02,548 Minuten |
| 10    | Marek Solčanský     | 20,873 s (10) | 20,982 s (11) | 20,923 s (10) | 1:02,778 Minuten |
| 11    | Jozef Cikovsky      | 21,109 s (16) | 20,931 s (9)  | 20,937 s (11) | 1:02,977 Minuten |
| 12    | Marián Zemaník      | 21,018 s (13) | 20,898 s (8)  | 21,100 s (16) | 1:03,016 Minuten |
| 13    | Florian Berkes      | 20,999 s (12) | 20,990 s (12) | 21,081 s (15) | 1:03,070 Minuten |
| 14    | Dominik Fischnaller | 20,994 s (11) | 21,067 s (14) | 21,068 s (13) | 1:03,129 Minuten |
| 15    | Patrik Schönau      | 21,400 s (22) | 20,968 s (10) | 20,817 s (8)  | 1:03,185 Minuten |
| 16    | Pawel Angelow       | 21,110 s (17) | 21,074 s (15) | 21,078 s (14) | 1:03,262 Minuten |
| 17    | Lorenz Koller       | 21,018 s (13) | 21,135 s (17) | 21,112 s (17) | 1:03,265 Minuten |
| 18    | Stanislaw Benjow    | 21,089 s (15) | 21,354 s (21) | 21,342 s (20) | 1:03,785 Minuten |
| 19    | Matěj Karcak        | 21,250 s (19) | 21,222 s (19) | 21,368 s (21) | 1:03,840 Minuten |
| 20    | Dominic Schäfer     | 21,430 s (23) | 21,187 s (18) | 21,231 s (18) | 1:03,848 Minuten |
| 21    | Patrick Rastner     | 21,127 s (18) | 21,457 s (23) | 21,406 s (22) | 1:03,990 Minuten |
| 22    | Dimitar Schiwkow    | 21,273 s (20) | 21,496 s (24) | 21,306 s (19) | 1:04,075 Minuten |
| 23    | Patrick Löble       | 21,301 s (21) | 21,382 s (22) | 21,505 s (23) | 1:04,188 Minuten |

#### Weiblich
| Platz | Sportler            | Laufzeit 1    | Laufzeit 2    | Laufzeit 3    | Endzeit           |
| ----- | ------------------- | ------------- | ------------- | ------------- | ----------------- |
| 1     | Mareen Bartholomäi  | 20,647 s (1)  | 20,759 s (1)  | 20,779 s (1)  | 1:02,185 Minuten  |
| 2     | Kristin Ehrhardt    | 20,932 s (2)  | 20,816 s (2)  | 20,804 s (2)  | 1:02,552 Minuten  |
| 3     | Anika Kanis         | 21,006 s (3)  | 21,192 s (6)  | 21,018 s (3)  | 1:03,216 Minuten  |
| 4     | Viktoria Hölzl      | 21,141 s (5)  | 21,157 s (5)  | 21,065 s (4)  | 1:03,363 Minuten  |
| 5     | Alina Hauswald      | 21,145 s (6)  | 21,262 s (9)  | 21,135 s (6)  | 1:03,542 Minuten  |
| 6     | Veronika Figliarova | 21,168 s (10) | 21,217 s (8)  | 21,188 s (8)  | 1:03,573 Minuten  |
| 7     | Mona Wabnigg        | 21,158 s (8)  | 21,215 s (7)  | 21,207 s (10) | 1:03,580 Minuten  |
| 8     | Verena Scharf       | 21,401 s (12) | 21,068 s (3)  | 21,117 s (5)  | 1:03,586 Minuten  |
| 9     | Miriam Kastlunger   | 21,160 s (9)  | 20,266 s (10) | 21,164 s (7)  | 1:03,590 Minuten  |
| 10    | Simone Löble        | 21,153 s (7)  | 20,152 s (4)  | 21,349 s (13) | 1:03,654 Minuten  |
| 11    | Birgit Platzer      | 21,104 s (4)  | 21,492 s (14) | 21,281 s (11) | 1:03,877 Minuten  |
| 12    | Viera Gbúrová       | 21,454 s (14) | 21,344 s (11) | 21,204 s (9)  | 1:04,002 Minuten  |
| 13    | Nina Hofer          | 21,438 s (13) | 21,372 s (12) | 21,292 s (12) | 1:04,102 Minuten  |
| 14    | Anna Ranalter       | 21,269 s (11) | 21,450 s (13) | 21,411 s (14) | 1:034,130 Minuten |
| 15    | Teodora Iwanowa     | 21,673 s (16) | 21,738 s (18) | 21,480 s (15) | 1:04,891 Minuten  |
| 16    | Melina Heinzelmaier | 21,648 s (15) | 21,691 s (19) | 21,496 s (16) | 1:05,105 Minuten  |
| 17    | Gergana Alexandrowa | 21,924 s (17) | 21,708 s (17) | 21,672 s (18) | 1:05,304 Minuten  |
| 18    | Katrin Heinzelmaier | 22,107 s (18) | 22,664 s (16) | 21,657 s (17) | 1:05,428 Minuten  |
| DNF   | Katrin Ibele        | 21,826 s (19) | 21,572 s (15) | DNS           |                   |